# Шишацький дуб
Шишацький дуб. Обхват 6 м. Висота 30 м. Вік понад 600 років. Росте на острові серед боліт в заплаві річки Псел, між селами  Баранівка і Великий Перевіз, Шишацьке лісництво, Миргородський лісгосп (Шишацький район, Полтавська область). Незважаючи на те, що в 2008 р. у ЗМІ з'явилися відомості, нібито цьому дубові близько 1000 років, слід відзначити, що ці дані явно перебільшені. Вимагає заповідання.

## Ресурси Інтернету
- Фотогалерея самых старых и выдающихся деревьев Украины  [Архівовано 8 квітня 2014 у Wayback Machine.]

## Виноски
1. 1 2   Шнайдер С. Л., Борейко В. Е., Стеценко Н. Ф. 500 выдающихся деревьев Украины. — К.: КЭКЦ, 2011. — 203 с.